# Magyar Suzuki
47°46′01″ пн. ш. 18°45′01″ сх. д. / 47.76694° пн. ш. 18.75028° сх. д.
Magyar Suzuki Corporation (читається Судзукі) — завод з виробництва автомобілів, дочірня компанія Suzuki, розташована в Естерґомі, Угорщина і заснована у 1991 році.

## Історія
Компанія була заснована 1991-го в Естерґомі, медьє Комаром-Естерґом. Виробництво почалося наступного року. 6 жовтня 2006 було випущено мільйонну автівку.
До кінця вересня 2005 року завод мав сукупний обсяг виробництва 849000 автомобілів: 465000 Suzuki Swift (перше покоління) до кінця березня 2003 року, 187000 Suzuki Wagon R +, 137000 Suzuki Ignis і 60000 Suzuki Swift (друге покоління). На додаток до Suzuki, угорський завод також зібрав 24943 Fiat Sedici CUVs і 4494 Ignis на базі Subaru Justy G3X. Поточна виробнича потужність становить 300000 одиниць/рік. Крім того, завод випускає новий Suzuki Splash, а також перероблену версію, Opel Agila.
Побудований з інвестиціями ув 14 мільярдів угорських форинтів, завод спочатку виробляв 1,0-літровий і 1,3-літровий Suzuki Swift, 10000 до 1993 року.
Завод відповідає рівню якостю ISO 14001, двигуни, вироблені на заводі відповідають вимогам Euro 4, а корпоративний стандарт Suzuki — ISO 9001:2000.

## Виробництво
| 1994   | 1996   | 1998   | 2000   | 2002   | 2003   | 2004   | 2006    | 2007    | 2008    | 2009    | 2010 (план) | 2012    |
| ------ | ------ | ------ | ------ | ------ | ------ | ------ | ------- | ------- | ------- | ------- | ----------- | ------- |
| 19 400 | 52 000 | 65 800 | 77 200 | 84 600 | 89 200 | 94 000 | 163 963 | 230 000 | 282 000 | 180 000 | 180 000     | 155 000 |

| 2013    | 2014    | 2015    |
| ------- | ------- | ------- |
| 157 755 | 150 578 | 185 000 |

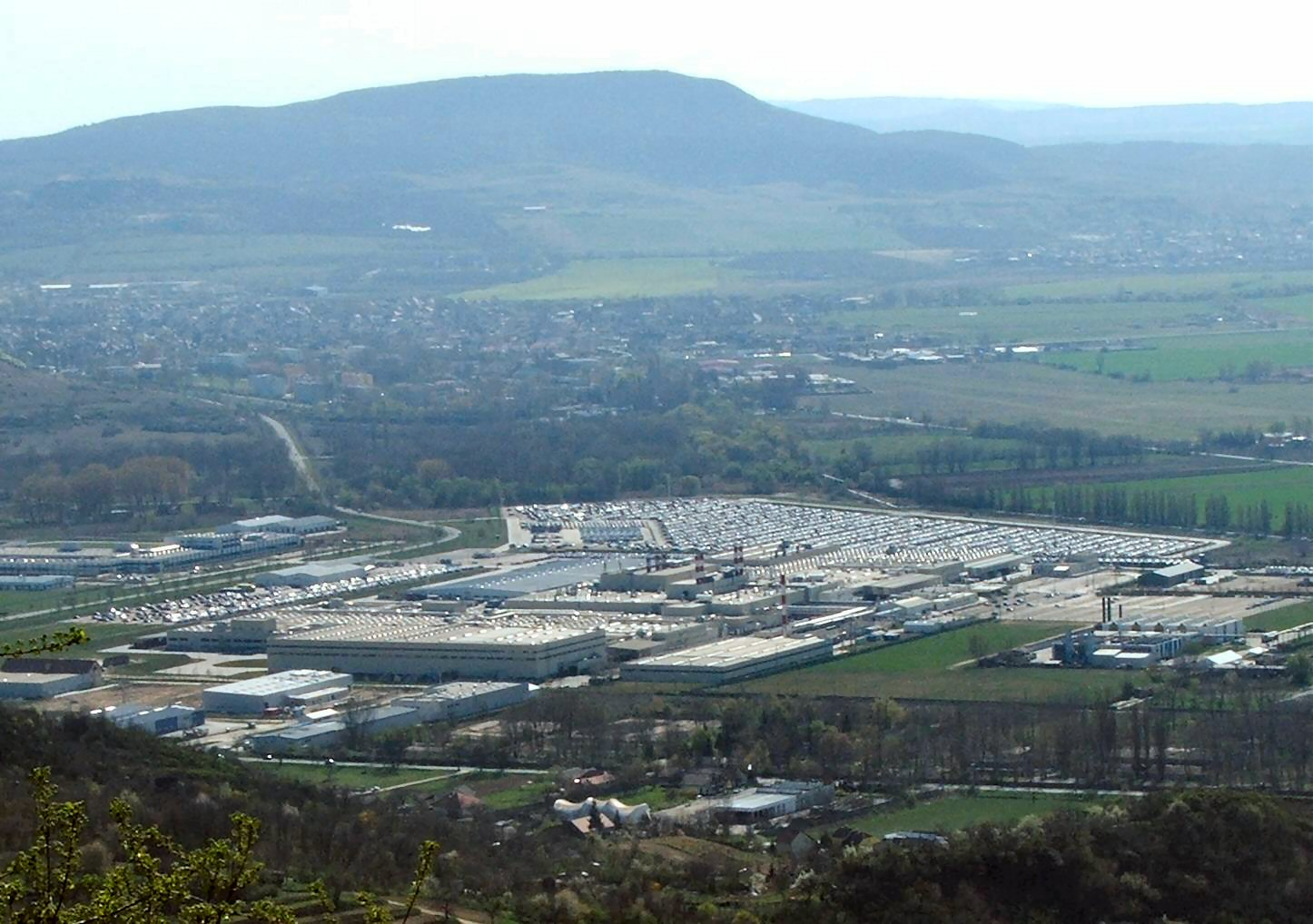
Magyar Suzuki

- Suzuki Swift (1992—2003) — перше покоління, на основі Suzuki Cultus. Випускався під брендом Subaru Justy.[4]
- Suzuki Wagon R+ (2000—2007) — Opel Agila у Польщі.
- Suzuki Ignis (2003—2008) — випускався під брендом Subaru G3X Justy.
- Suzuki Swift (2005–дотепер) — друге та третє покоління.
- Suzuki SX4 (2006–дотепер) — випускався під брендом Fiat Sedici.
- Suzuki Splash (2008–дотепер) — випускався під брендом Opel Agila.
- Suzuki SX4 S-Cross (2013–дотепер)
- Suzuki Vitara (2015–дотепер)

## Галерея

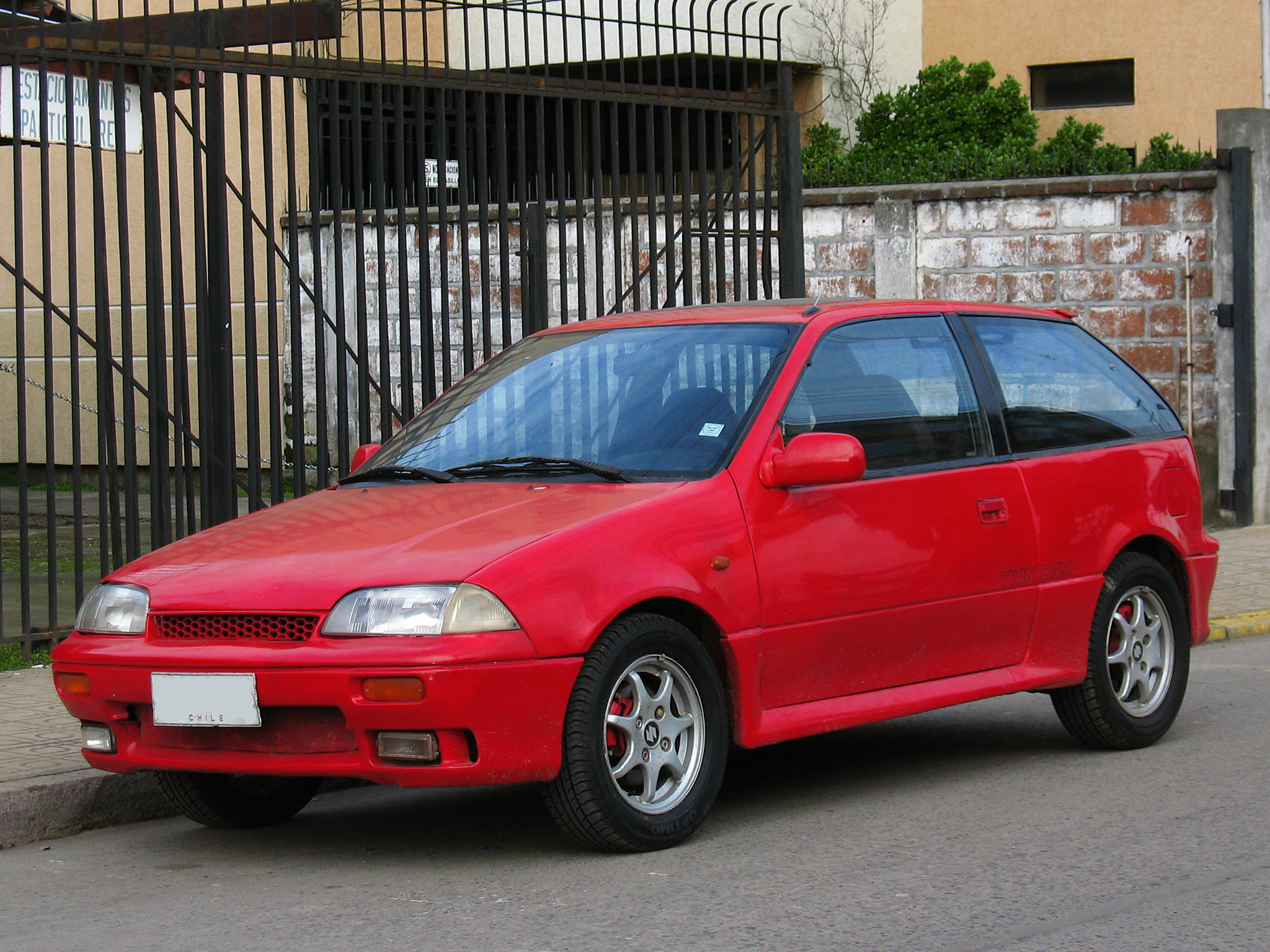
Swift
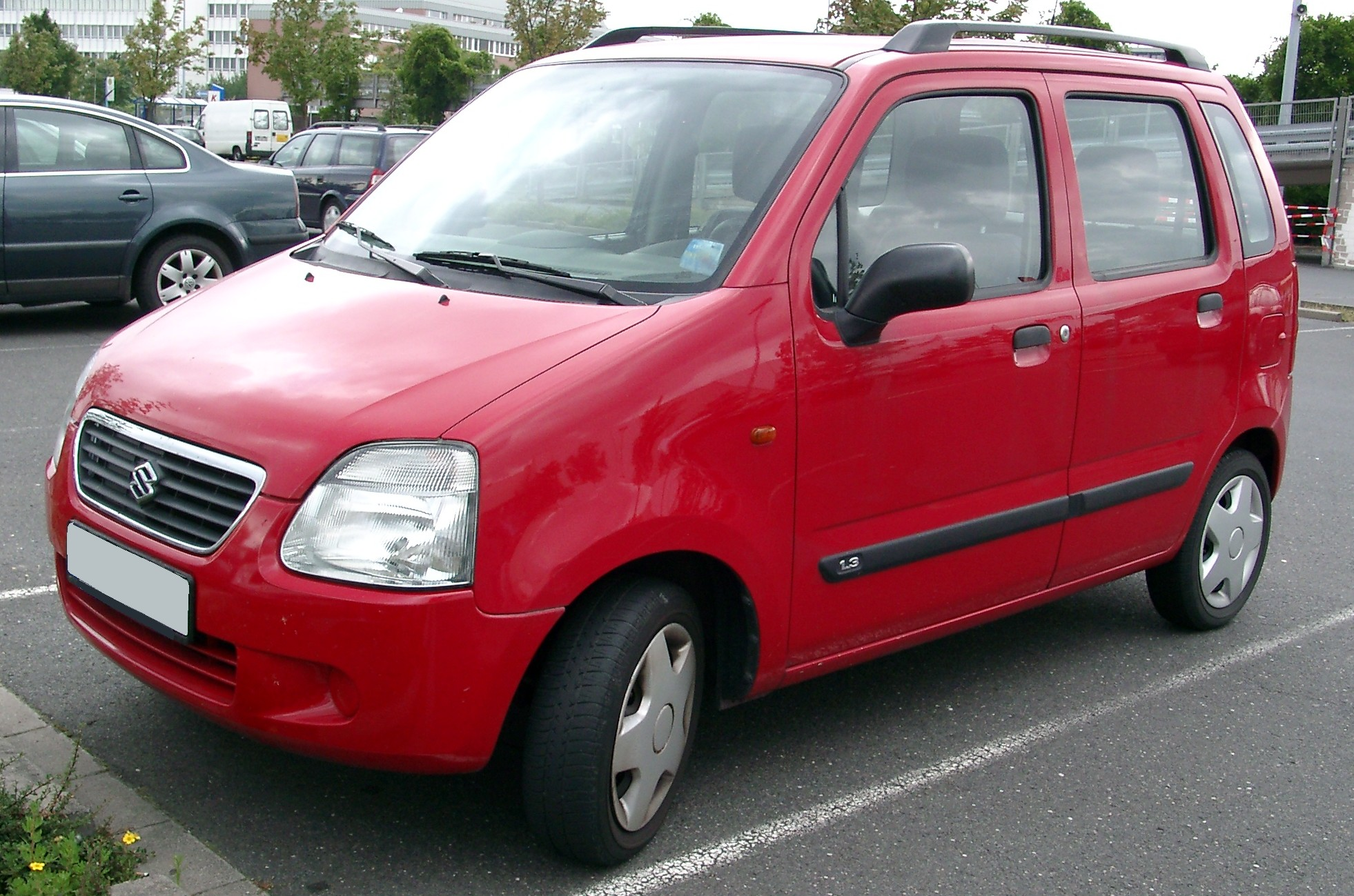
WagonR+
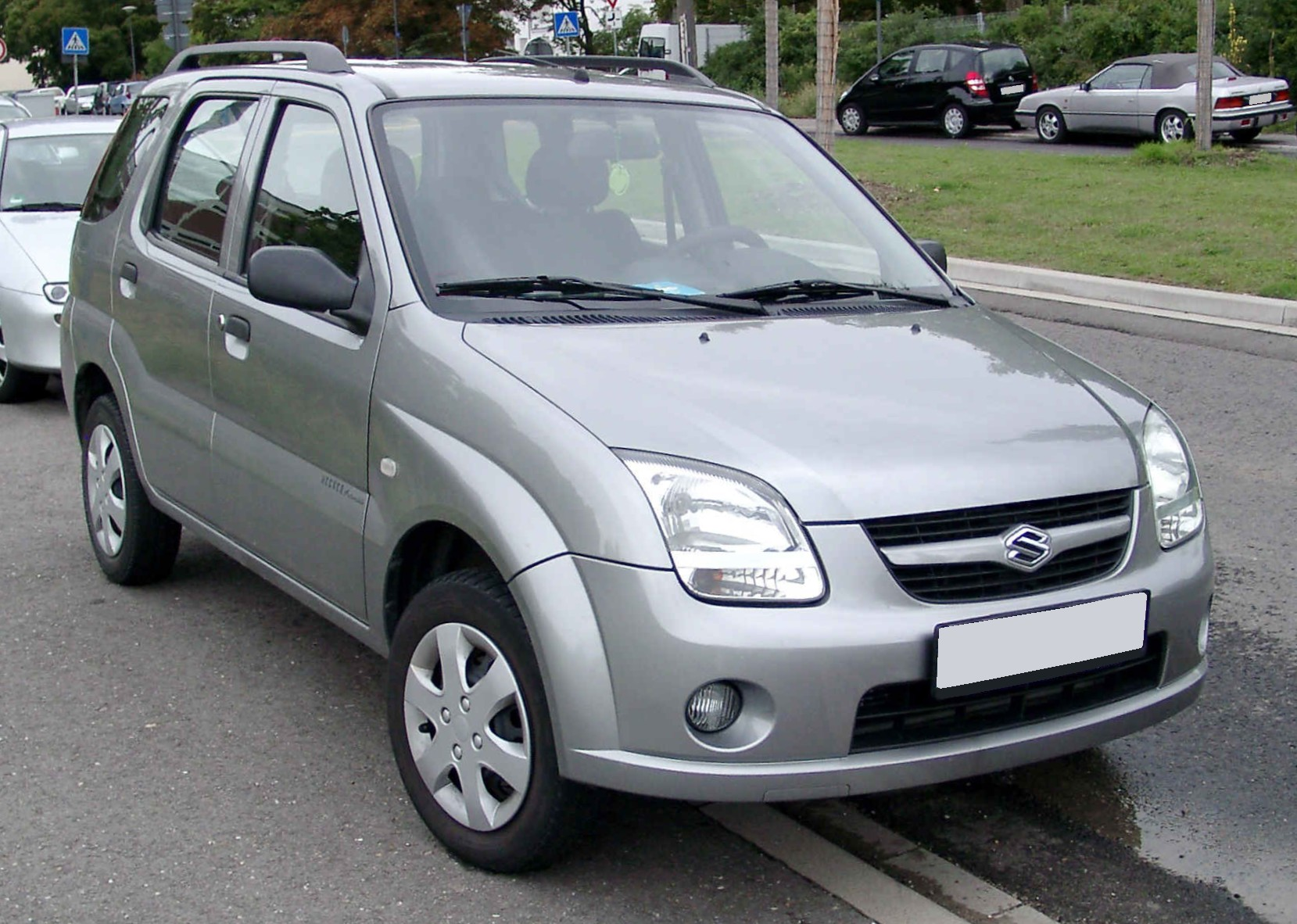
Ignis
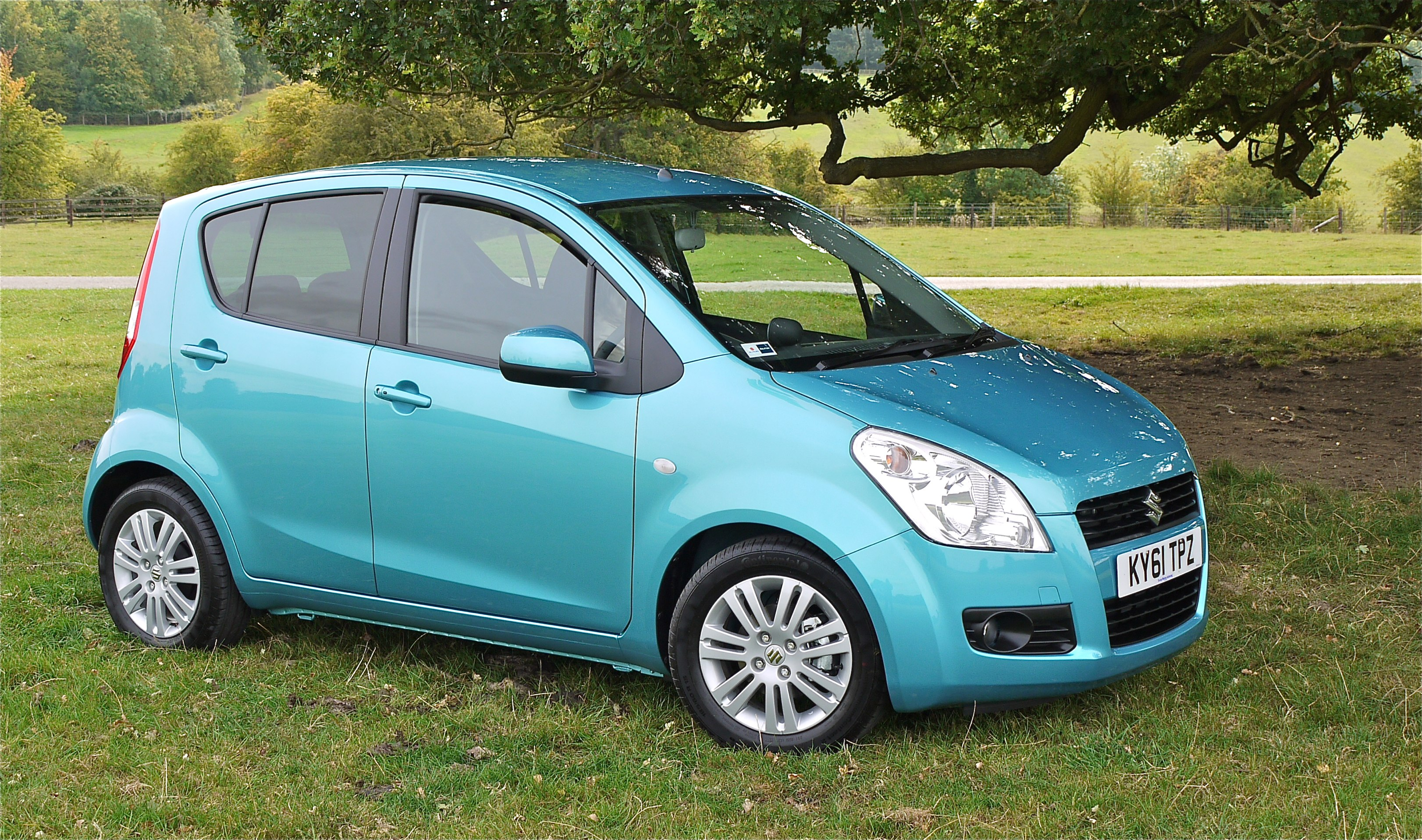
Splash (Opel Agila)
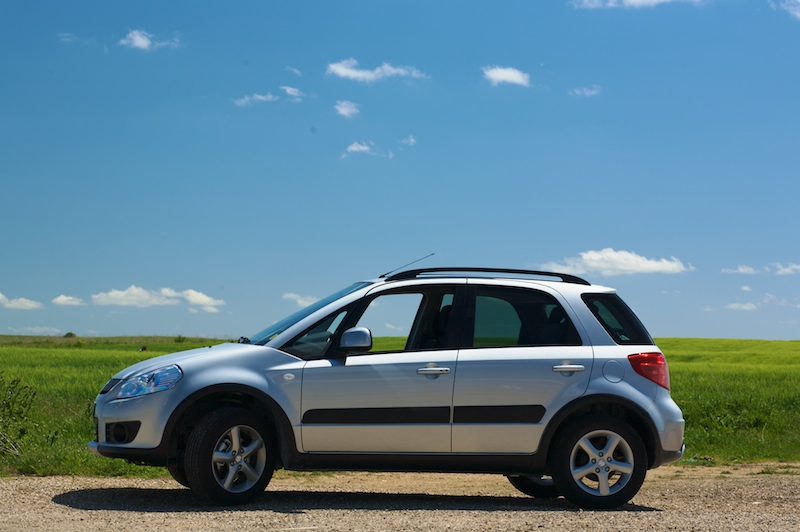
SX4 (Fiat Sedici)
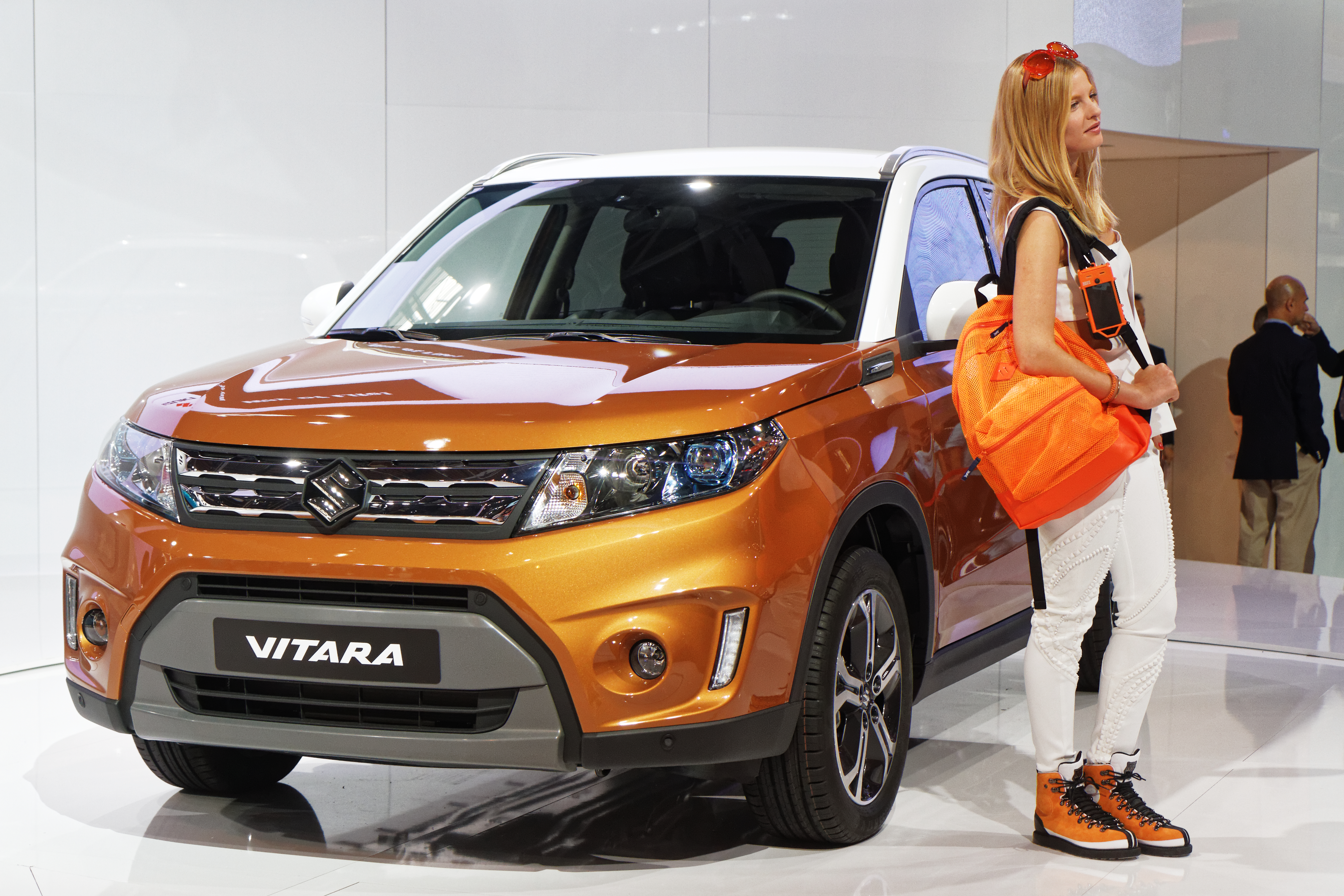
Vitara

## Кількість працівників
| 2001 | 2002 | 2003 | 2004 | 2005 | 2006 | 2007 | 2008 | 2014 |
| ---- | ---- | ---- | ---- | ---- | ---- | ---- | ---- | ---- |
| 1700 | 1630 | 1935 | 2443 | 2700 | 4800 | 6500 | 4274 | 3100 |

Джерело: 